# Альтметрія

Оригінальний логотип, взятий з Маніфесту Альтметрики

Альтметрія (англ. Altmetrics) — нетрадиційна бібліометрія, що використовується як доповнення чи альтернатива до більш традиційних метрик цитування, таких як імпакт-фактор, індекс Хірша, I10-індекс при оцінці наукових та науково-дослідних публікацій. Альтметрія є одним і засобів, що дозволяє спостерігати за тим, як «живуть» продукти інтелектуальної творчості.

## Історія виникнення
Проблемами дослідження «інформаційного сліду» наукових публікацій почали цікавитися ще на початку XX століття. В 1926 році американський математик Альфред Лотка описав закономірність розподілу частот публікацій за авторами у певній галузі дослідження. В 1932 році лінгвіст Джордж Ципф, що також мав предметний інтерес до статистики відкрив іншу закономірність — закономірність розподілу частоти слів природньої мови. Ще одне відкриття зробив британський бібліотекар Самуель Бредфорд, встановивши у 1934 році закономірність розподілу публікацій по різних виданнях. І, зрештою, в 1936 році американський соціолог Роберт Мертон захистив в Гарварді докторську дисертацію на тему «Наука, техніка і суспільство в Англії XVII століття» (англ. Science, technology and society in 17th century England). Саме ця праця і стала визначальною щодо розвитку напрямку кількісного вивчення бібліографічних даних та окремої наукової дисципліни інформетрії. Усе це сукупно заклало теоретичний фундамент цієї науки.
Власне термін «альтметрія» був запропонований в 2010 році для узагальнення використовуваних на той час нетрадиційних методів оцінки якості наукових публікацій. Вперше про це було згадано в праці Джейсона Пріма (у співавторстві) (італ. "Altmetrics: a manifesto", 2010). Попри те, що поняття альтметрії зазвичай використовується для оцінки якості наукового контенту, разом з тим, альтметрія може використовуватися до окремих науковців, журналів, книг, презентацій, відео, вебсторінок тощо. Альтметрія, які і бібліометрія, оцінює внесок вченого чи наукового закладу, проте, використовує для цього альтернативні метрики, релеванті щодо інтернет-середовища.

## Види альтметрик
Альтметрики — доволі широка група метрик, що фіксують різні прояви впливу, що може створювати документ. Видова класифікація альтметрик була запропонована ImpactStory у вересні 2012 року.
Публічна наукова бібліотека (англ. Public Library of Science) пропонує доволі схожу систему класифікації:
- Перегляди — перегляд HTML і завантаження PDF;
- Обговорення — коментарі журналів, наукових блогів, Вікіпедії, Twitter, Facebook та інших соціальних мереж;
- Збереження — Mendeley, CiteULike та інші соціальні закладки;
- Цитування — цитати в науковій літературі, що відслідковуються Web of Science, Scopus, Crossref тощо;
- Рекомендації — використовуються, для прикладу, F1000Prime[5].